# Amerikanska gudar
Amerikanska gudar (originaltitel: American Gods) är en roman från 2001 av Neil Gaiman. Romanen är en blandning av americana, fantasy och olika moderna och forntida mytologier. Det är Gaimans fjärde roman, efter Goda omen (skriven tillsammans med Terry Pratchett), Neverwhere och Stjärnstoft.

## Om romanen
Boken gavs ut i Storbritannien 2001 av Headline och i USA av William Morrow. I Sverige kom den ut i september 2003 i översättning av Ylva Spångberg och gavs ut av Forum bokförlag.
Två numrerade och signerade begränsade utgåvor gavs ut av Hill House Publishers. De är 12 000 ord längre än den vanliga utgåvan och det är denna version av boken som Neil Gaiman föredrar.

## Priser och utmärkelser
År 2002 vann boken Hugopriset, Nebulapriset och Bram Stoker-priset för bästa roman. 2002 var den även nominerad till BSFA priset för bästa roman.